# Pierre Pevel
Pierre Pevel, né le 27 septembre 1968 à Nancy, est un écrivain français de fantasy et de science-fiction.

## Biographie
Pierre Pevel est né le 27 septembre 1968 à Nancy,,,. Fils de militaire, sa jeunesse lui fait visiter de nombreuses villes (Berlin). Il fera une prépa littéraire au lycée Henri-Poincaré de Nancy. Il est d'abord scénariste, journaliste et auteur pour les jeux de rôle, et ne vient qu'ensuite à l'écriture. Il écrit plusieurs romans de fantasy sous le pseudonyme de Pierre Jacq, puis signe ses livres de son vrai nom. Il se fait connaître par sa trilogie des Ombres de Wielstadt, publiée en 2001, qui lui vaut en 2002 un Grand prix de l'Imaginaire. Pierre Pevel vit depuis des années à Nancy.

## Œuvres
Les romans de Pierre Pevel se rapprochent de l'uchronie, et en particulier de l'uchronie de fantasy, dans la mesure où ils montrent des univers fortement inspirés d'une époque historique précise et bien documentée, mais qui diffèrent du monde réel par la présence d'éléments merveilleux (magie, créatures surnaturelles), riches de conséquences sur le déroulement de l'Histoire. Viktoria 91 se différencie de ses autres œuvres en proposant une uchronie de type steampunk dans la ville de Londres en pleine époque victorienne (1891).
Par ailleurs, Pevel a entrepris, depuis 2006, de traduire à nouveau les aventures de James Bond par Ian Fleming. Publiées chez Bragelonne, ces nouvelles versions ont la particularité de respecter scrupuleusement le texte original, que les précédentes avaient souvent coupé.
À partir de 2020, il fait ses débuts comme scénariste de bande dessinée en adaptant ses romans, pour les éditions Drakoo.

### CycleWielstadt
1. Les Ombres de Wielstadt, 2001Grand prix de l'Imaginaire 2002 du meilleur roman
2. Les Masques de Wielstadt, 2002
3. Le Chevalier de Wielstadt, 2004

### CycleLe Paris des Merveilles
Le cycle initialement nommé Cycle Ambremer a été renommé Le Paris des Merveilles lors de sa réédition aux éditions Bragelonne.
1. Les Enchantements d'Ambremer, Le Pré aux clercs, 2003  (ISBN 978-2-84228-175-5)Réédition en 2015 aux éditions Bragelonne.
2. L'Élixir d'oubli, Le Pré aux clercs, 2004  (ISBN 978-2-84228-204-2)Prix Imaginales 2005 du meilleur roman francophone - Réédition en 2015 aux éditions Bragelonne.
3. Le Royaume immobile, Bragelonne, 2015  (ISBN 978-2352948506)

Depuis 2019, Pierre Pevel complète l'univers du Paris des Merveilles avec des recueils de nouvelles pour lesquels il s'entoure de jeunes auteurs et autrices :
- Contes et récits du Paris des Merveilles, Bragelonne, 2019, recueil de nouvelles  (ISBN 979-10-281-0563-1)Écrit avec Benjamin Lupu, Bénédicte Vizier, Catherine Loiseau et Sylvie Poulain.
- Malfaiteurs du Paris des Merveilles, Bragelonne, 2021, recueil de nouvelles  (ISBN 979-10-281-1564-7)Écrit avec Bénédicte Vizier, Irène Korsakissok, Annaïg Le Quellec, Tiphaine Levillain et Charlie Eriksen.
- Enquêteurs du Paris des Merveilles, Bragelonne, 2022, recueil de nouvelles  (ISBN 979-10-281-1798-6)Écrit avec Benjamin Lupu, Catherine Loiseau, Caroline Schweighofer, Sarah Guerreiro-Viseu et Adélie Pellarin.

#### Nouvelle
- Sous les ponts de Paris dans le recueil Trolls et Légendes, ActuSF, 2015  (ISBN 9782917689851)

### CycleLes Lames du cardinal
1. Les Lames du cardinal, 2007Prix Imaginales des Lycéens 2009 et Morningstar Award 2010
2. L'Alchimiste des ombres, 2009
3. Le Dragon des arcanes, 2010

Ce cycle a donné lieu à un jeu de rôle, Les Lames du cardinal, édité en 2014 par les Éditions Sans-Détour :
- Philippe Auribeau, Samuel Bidal, Camille Guirou, Jérôme Isnard et Mahyar Shakeri (ill. Loïc Muzy), Les Lames du cardinal, Éditions Sans-Détour, 2014 (ISBN 978-2-917994-58-0, présentation en ligne) Il existe une édition limitée,  (ISBN 978-2-917994-70-2).

### CycleHaut-Royaume
Ce cycle présenté comme original semble se dérouler dans l'univers de Nightprowler bien avant l'époque des aventures proposées par le jeu de rôle. Cela est démontré par la présence d'empires et de lieu présentés dans le jeu mais bien avant que les cités franches (lieux où évoluent les joueurs) ne se séparent du Haut-Royaume.
1. Le Chevalier, Bragelonne, 2013
2. L'Héritier, Bragelonne, 2014
3. Le Roi, Bragelonne, 2018
4. L'Adversaire, Bragelonne, 2020
5. L'Émissaire, Bragelonne, 2021

### CycleHaut-Royaume - Les Sept Cités
1. Le Joyau des Valoris, Bragelonne, 2016
2. Le Serment du Skande, Bragelonne, 2016
3. La Basilique d'ombre, Bragelonne, 2016

### Romans indépendants
- Viktoria 91, 2002

### Romans dans l'univers deNightprowler
Sous le pseudonyme de Pierre Jacq, Pierre Pevel a participé à la rédaction du jeu de rôle Nightprowler, créé par Croc et édité par Siroz Productions (devenue les éditions Asmodee), dont il a enrichi l'univers par le biais de quatre romans dans un cycle intitulé Chroniques des sept cités :
1. Premiers Sangs, 1998
2. La Voie du sang, 1998
3. Le Prix du sang, 1998
4. In memoriam, 1998

### Bandes dessinées

#### Les Artilleuses
Les Artilleuses est une trilogie située dans le monde du Paris des Merveilles, avec Étienne Willem au dessin et Tanja Wenisch aux couleurs, chez Drakoo.
1. Le Vol de la Sigillaire, 2020
2. Le Portrait de l'antiquaire, 2021
3. Le Secret de l'Elfe, 2021

#### Le Paris des Merveilles
Le Paris des Merveilles est l'adaptation du cycle romanesque éponyme, avec Étienne Willem au dessin et Tanja Wenisch aux couleurs, chez Drakoo.
- Volume 1, 2022
- Volume 2, 2023

#### Gueule de cuir
Gueule de cuir est une trilogie (prévue) racontant les aventures d'un héros masqué dans la France de Louis XIII et de Richelieu, avec Stéphane Créty au dessin et Jérôme Maffre aux couleurs, chez Drakoo.
1. L'Épéiste, 2024
2. La Veuve, 2025

## Récompenses
- Prix David-Gemmell 2010 pour son roman Les Lames du cardinal

## International
Certains de ses romans sont traduits en anglais chez l'éditeur Orion.